# تاکاهیرو فوجی موتو
تاکاهیرو فوجی موتو (انگلیسی: Takahiro Fujimoto) شناگر اهل ژاپن و متولد سال 1970 میلادی است که مدال های متعدد کشوری و آسیایی را کسب کرده است. 